# Лемке, Лев Исаакович
Лев Исаа́кович Ле́мке (25 августа 1931, Ленинград, РСФСР, СССР — 4 августа 1996, Санкт-Петербург, Российская Федерация) — советский и российский актёр театра и кино, заслуженный артист РСФСР (1974).

## Биография
Родился в еврейской семье 25 августа 1931 года в Ленинграде.
В 1944—1948 годах учился в Ленинградской мужской средней школе № 51.
В 1948—1950 годах работал оптиком-центрировщиком на оптико-механическом заводе Ленинградского государственного треста "Русские самоцветы". 
В 1950—1951 годах трудился в Ленинграде рабочим сцены в Большом драматическом театре им. М. Горького, театре им. Ленинского комсомола и театральном институте им. А.Н. Островского.
В 1952—1955 годах проходил срочную службу в рядах Советской армии.
В 1955—1959 годах учился в Днепропетровском театральном училище.
В 1959—1960 годах играл на сцене Днепропетровского театра русской драмы им. М. Горького. Переехав в 1960 году в Москву, начал работать в Московском Новом театре миниатюр, играл небольшие хара́ктерные роли. 
В 1962 году вернулся в Ленинград и начал работать в Театре Комедии, став вскоре ведущим артистом труппы. Лемке больше был известен своими сценическими работами, кроме того, выступал с поэтическими вечерами, участвовал в выездных концертах, занимался также постановочной деятельностью.
Скончался 4 августа 1996 года в Санкт-Петербурге. Похоронен на Серафимовском кладбище.

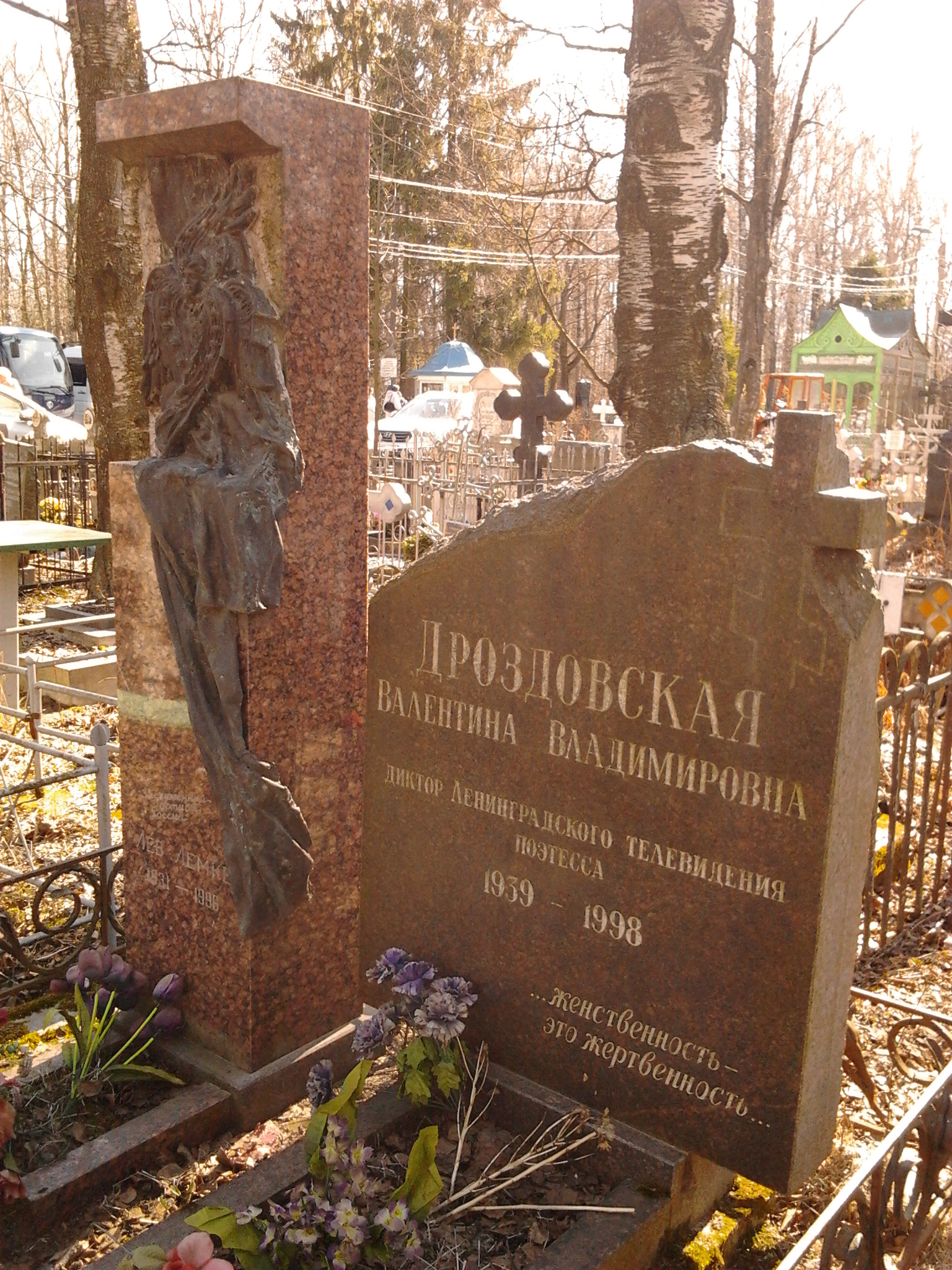
Надгробия Л. И. Лемке и В. В. Дроздовской на Серафимовском кладбище Санкт-Петербурга

Женой Льва Лемке была диктор Ленинградского телевидения Валентина Владимировна Дроздовская.

## Фильмография
- 1962 — Черёмушки — сосед
- 1963 — Крепостная актриса — Франсуа, балетмейстер и дирижёр
- 1964 — Поезд милосердия — интендант санитарного поезда
- 1964 — Государственный преступник — картавый пассажир (в титрах не указан)
- 1965 — Город мастеров — герцог де Маликорн
- 1965 — Страх и отчаяние в Третьей империи — Образ Автора
- 1966 — Сегодня — новый аттракцион — корреспондент «Вечернего Ленинграда»
- 1966 — 12 стульев (телеспектакль) — Ляпис-Трубецкой
- 1967 — Домик (телепостановка по комедии 1939 г. В. Катаева) — Персюков (Режиссёр А. Белинский, Ленинградское ТВ)
- 1967 — Два билета на дневной сеанс — ассистент Блинова
- 1968 — Воскресение в понедельник — Семён Данилович Петухов (ЛенТВ, реж. Ю. Маляцкий)
- 1968 — Старая, старая сказка — Тонкий
- 1970 — Обратной дороги нет — Соломон Беркович
- 1971 — Красный дипломат. Страницы жизни Леонида Красина
- 1971 — Шутите? — Сергей Кузьмич
- 1972 — Карнавал — Ёркин, знаменитый сыщик
- 1972 — Двенадцать месяцев — восточный посол
- 1972 — Последние дни Помпеи — Семён Семёнович Казак
- 1973 — Новые приключения Дони и Микки (Операция «Бегемот») — жулик по кличке «Профессор»
- 1973 — Сломанная подкова — Номер Девять, фискал
- 1974 — Агония — журналист Натансон
- 1974 — Блокада — Зальцман, директор завода Кирова
- 1974 — Царевич Проша — наёмный убийца герцога Дердидаса
- 1975 — Полковник в отставке — учитель, отец Анатолия
- 1976 — Марк Твен против… — Джо Гудмен, редактор газеты «Энтерпрайз» в Вирджинии
- 1977 — Вторая попытка Виктора Крохина — Игорь Васильевич, сосед Крохиных по коммуналке
- 1977 — Золотая мина — Илья Дроздовский, владелец бывшей дачи Бруновых
- 1978 — Захудалое королевство — король Антонин Маттей
- 1979 — Трое в лодке, не считая собаки — старичок со слуховым рожком
- 1980 — Ленинградцы, дети мои… — Наум Маркович, работник детского эвакопункта
- 1981 — Опасный возраст — врач-отоларинголог
- 1984 — Аплодисменты, аплодисменты… — помощник режиссёра
- 1984 — Женщина и четверо её мужчин
- 1985 — В. Давыдов и Голиаф — врач здравпункта
- 1985 — Подвиг Одессы — дядя Илья
- 1986 — Красная стрела — снабженец завода
- 1986 — Левша — министр Кисельвроде
- 1986 — Михайло Ломоносов (фильм третий: «Во славу Отечества») — инспектор гимназии
- 1988 — Эсперанса — Л. Д. Троцкий
- 1990 — Анекдоты — «Сталин» (пациент психиатрической клиники)
- 1990 — Блуждающие звёзды — Шолом-Меер Муравчик
- 1990 — Враг народа — Бухарин — Л. Д. Троцкий
- 1991 — Гений — профессор Натансон, специалист по радио- и видеоаппаратуре
- 1991 — Джокер — Лейб со Старого рынка, фотограф
- 1991 — Рогоносец — врач-психиатр
- 1991 — Скандальное происшествие
- 1993 — Кодекс молчания 2: След чёрной рыбы

## Озвучивание
- 1968 (фильм дублирован на русский язык в 1977 году) — Жандарм женится — Людовик Крюшо (Луи де Фюнес)
- 1971 — Май-мастеровой, необыкновенная машина и король-вояка (мультфильм)
- 1976 — Синяя птица — Хлеб (Ричард Пирсон)
- 1980 — Жизнь и приключения четырёх друзей — овчарка Фрам, эрдель Бубрик, дворняжка Тошка и кот Светофор
- 1984 — По щучьему велению (мультфильм)

## Театральные роли

### Ленинградский театр комедии
- 1959 — «Трагик поневоле» А. П. Чехов. Реж.: Николай Акимов — Толкачёв
- 1966 — «Свадьба Кречинского» А. В. Сухово-Кобылина. Реж.: Николай Акимов — Расплюев
- 1970 — «Село Степанчиково и его обитатели», Ф. М. Достоевского. Реж.: Вадим Голиков — Фома Опискин
- 1972 — «Тележка с яблоками» Б. Шоу. Реж.: Вадим Голиков — Премьер-министр Протей
- 1974 — «Концерт для…» М. Жванецкого. Реж.: Михаил Левитин — Виолончель
- 1980 (1981?) ― «Незнакомец», Л. Г. Зорин, реж.: Роман Виктюк — Лалаев
- 1983 — «Льстец» К. Гольдони. Реж.: Роман Виктюк
- 1992 ― «Ромул Великий», Ф. Дюрренматта. Реж.: Лев Стукалов
- 19?? ― «Призраки. Импровизации на тему…», Б. Брехта. Реж.: Валерий Саруханов

### ВЛенинградском государственном театре им. Ленинского комсомола
- 1987 — «Процесс» по сценарию Э. Манна к фильму «Нюрнбергский процесс». Постановка Г. Егорова, режиссёр В. Ветрогонов — Хальбештадт
- 1987 — «Тамада» А. Галина. Постановка Г. Егорова, режиссёры И. Стручкова, В. Тыкке — Симон, человек-оркестр
- 1987 — «Почему он молчит?..» Г. Рябкина. Режиссёр: Л. Лемке — Сергей
- 1988 — «Овод» рок-мюзикл А. Колкера и А. Яковлева. Постановка Г. Егорова, режиссёр В. Тыкке — Карди
- 1988 — «Дракон» Е. Шварца. Постановка Г. Егорова, режиссёр А. Арефьев — Бургомистр
- 1989 — «Ветер пепел с Олимпа принёс» Э.Ветемаа. Постановка Г. Егорова, режиссёр С. Ражук — Юлепалу

### В других театрах
- «МэНээСы», С. Злотникова — Театр эстрады
- «Эдипов комплекс» — Театр «Мимигранты»
- 1994 — «Еврейское счастье». Реж.: Лев Лемке — Мендель Маранц — Музыкально-драматический еврейский театр «Симха»
- 1996 ― «Песня о Волге» Р. Габриадзе. Реж.: Резо Габриадзе — озвучивание — Государственный Театр сатиры на Васильевском острове
- 1996 — «Люксембургский сад», А. и Л. Шаргородских. Реж.: Лев Лемке — Янкелевич — Театр «Приют комедианта»

## Режиссёрские работы Л. И. Лемке

### ВЛенинградском театре комедии
- 1963 — «Рассказы взрослым о детях» (по книге «Денискины рассказы» В. Драгунского); вместе с В. Карповой
- 1974 — «Пёстрые рассказы», А. П. Чехов, реж.: Н. П. Акимов, восстановление Л. И. Лемке
- 1978 — «Ход конём», Б. Рацер и В. Константинов
- 1982 — «Акселераты», С. Б. Ласкин
- 1982 — «Прелести измены», В. Красногоров
- 1984 (1989?) — «Сказки Андерсена», Х. К. Андерсен (также «Волшебные сказки Оле-Лукойе», «Сказки»)

### В других театрах
- 1987 — «Почему он молчит?..» Г. Рябкин, Ленинградский государственный театр им. Ленинского комсомола
- 1992 — «Полоумыч», С. Б. Ласкин, театр «Балтийский дом»
- 1994 — мюзикл «Еврейское счастье», Музыкально-драматический еврейский театр «Симха»
- 1996 — «Люксембургский сад», А. и Л. Шаргородских, театр «Приют комедианта»